# Яна (народ)

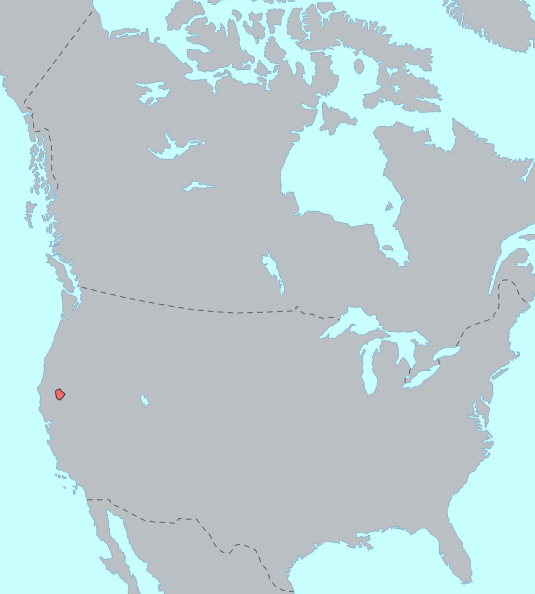
Территория племени яна до контакта с европейцами

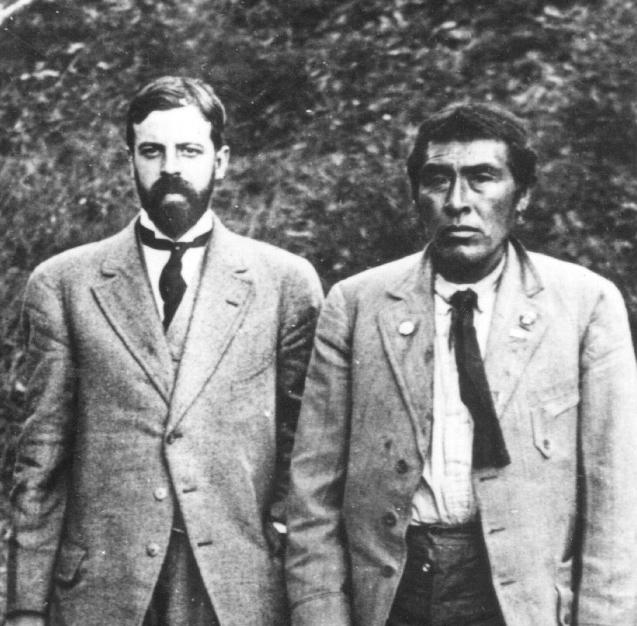
Альфред Крёбер вместе с Иши, последним носителем языка яна

Индейцы яна-яхи — группа родственных индейских народов, проживающих в Северной Калифорнии в западно-центральной части нагорья Сьерра-Невада. 

## Состав и происхождение названия
Группа состояла из 4 племён: северных, центральных, южных яна, а также яхи. В названиях «яна» и «яхи» общий корень Ya- означает «человек», а именной суффикс — -na в северных диалектах и -hi [xi] в южных. У каждого из племён были свои племенные границы, свой диалект, свои обычаи. Хотя до сих пор живут несколько людей, происходящих от яна-яхи, сами племена исчезли.

## История
Яна промышляли охотой, ловлей лосося, сбором плодов, желудей и корней. Их территория составляла около 45 км на 70 км; на ней находились горные речки, ущелья, покрытые валунами холмы и луга.
Когда Джеймс Маршалл обнаружил в Калифорнии золото в 1848 году, золотодобытчики и ранчеры заполнили территорию племени яна, что привело к утрате ими своих основных источников питания. Племя понесло большие потери, как от голода, так и от стычек с поселенцами. К 1865 г. осталось всего около 50 человек из племён яна-яхи. После Бойни у трёх холмов (англ. Three Knolls Massacre) 1865 года выжило всего 30 человек. Последние индейцы из племени яхи после этого скрывались в горах в течение последующих 40 лет.
Альфред Крёбер оценивал численность яна-яхи по состоянию на 1770 год в 1500 человек, а Шербёрн Кук — в 1850—1900.

## Яхи
Яхи — исчезнувшая южная ветвь народа яна. Яхи занимались охотой и собирательством, жили в небольших группах эгалитарного типа без централизованной политической власти. Яхи вели замкнутый образ жизни и яростно защищали свою уменьшающуюся территорию в горных каньонах.
Согласно племенным традициям, индейцы данного племени не открывали своих имён чужакам, однако их могли представить их знакомые. Поскольку последнего индейца из данного племени было некому представлять, исследователи из Калифорнийского университета назвали его Иши, что на языке яна означало «человек, мужчина». Иши принял новое имя, и обучил охоте с луком своего врача Сэкстона Поупа. Иши жил близ Антропологического музея и был объектом для изучения многих антропологов. С ним дружил Альфред Крёбер, а Эдвард Сепир в 1911 г. записал с его слов множество сведений о языке яна-яхи. Иши умер от туберкулёза в 1916 году.